# وروی
وروی (به لاتین: Verevi) یک روستا در استونی است که در دهستان رانو واقع شده‌است.

## خصوصیات
وروی ۳۸ نفر جمعیت دارد.